# Kerkbrugge
Kerkbrugge is een dorp in de Gentse kanaalzone in de provincie Oost-Vlaanderen, België. Kerkbrugge vormt samen met Langerbrugge, waarmee het aaneengegroeid is, de woonkern Kerkbrugge-Langerbrugge die deel uitmaakt van de gemeente Evergem. Langerbrugge ligt aan de westelijke zijde van het kanaal Gent-Terneuzen.

## Geschiedenis
Kerkbrugge is een woonkern die zich gevormd heeft aan de assen Kerkbruggestraat-Burggravenlaan enerzijds en Elslo-Doornzeelsestraat anderzijds. In de jaren 70-80 kende Kerkbrugge een vrij intensieve kern, zowel economisch als cultureel. Veel culturele organisaties hadden er een lokale afdeling (KAV of Kristelijke Arbeidersvrouwen, nu Femma, KVLV of Katholiek Vormingswerk van Landelijke Vrouwen, KWB of Kristelijke Werknemersbeweging, Feestcommissie). Kulturele Kring Kerkbrugge-Langerbrugge was een lokale en unieke vereniging. 
Veel blijft er heden ten dage niet meer van over.

## Sport
Kerkbrugge huisvest al langere tijd een voetbalclub, vroeger FC Kerkbrugge genaamd, na de fusie met VVE Doornzele spelend onder de naam FCDK. Sinds seizoen 2013-2014 fuseerde FCDK ook met het naburige VV Wippelgem en sindsdien voetbalt men onder de naam DKW.